# Park Jourdain

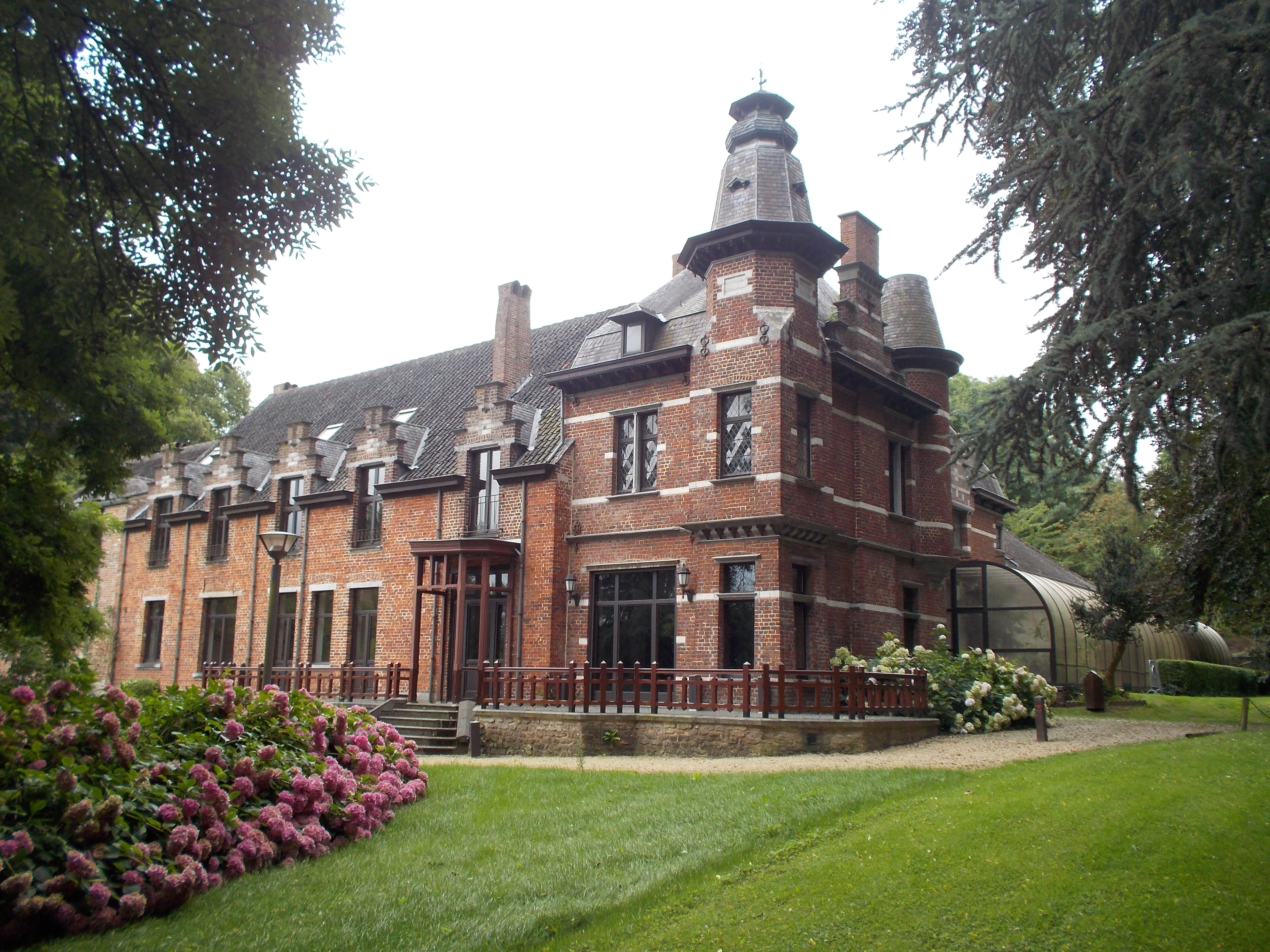
Kasteel in Park Jourdain

Het Park Jourdain is een park in de Vlaams-Brabantse plaats Kraainem, gelegen aan de Kasteelweg 4-6.

## Geschiedenis
Hier lag een 18e-eeuwse pachthoeve die in 1883 werd gekocht door de arts Delphin Gaillard. Hij liet de hoeve verbouwen tot een soort kasteeltje in eclectische stijl met hoektrens en dergelijke. In 1899 werd het kasteeltje aangekocht door Victor Jourdain, die in 1915 de krant La Libre Belgique zou oprichten. Hij kocht grond aan, waaronder de pastorietuin, en ontwikkelde aldus een parkaanleg van ruim 10 ha. Ook de vijvers langs de Kleine Maalbeek werden bij het goed betrokken.
Uiteindelijk is het landgoed omgezet in een openbaar park. In 1973 werd een deel ervan afgesneden door de aanleg van de Ringweg om Brussel.